# Renato Gaúcho
Renato Gaúcho (riktigt namn Renato Portluppi), född 9 september 1962, är en brasiliansk fotbollstränare och före detta spelare.

## Spelarkarriär

### Klubbar
Renato Gaúcho kom till Grêmio 1982, där han redan 1983 vann Copa Libertadores och Interkontinentala cupen, efter finalvinster mot Peñarol respektive Hamburger SV. 1987 gick Renato till Flamengo, men redan efter en säsong såldes han till italienska Roma. Efter en misslyckad säsong helt utan mål i Serie A flyttade dock Renato tillbaka till Flamengo där han vann Copa do Brasil 1990.
I Cruzeiro lyckades Gaúcho även vinna Supercopa Libertadores 1992. Klubbar som Renato Gaúcho även representerat är Botafogo, Atlético Mineiro, Fluminense och Bangu.

### Landslag
För Brasiliens landslag gjorde Renato Gaúcho 41 matcher och 5 mål. 1989 var han med att vinna Copa América och året efter fick han spela i VM 1990. Inför Mexiko-VM 1986 blev Gaúcho hemskickad av förbundskaptenen Telê Santana, då han festade sent och missade träningar. Det ledde i sin tur till att Leandro, nära vän med Renato Gaúcho, tackade nej till VM-spel dagen innan laget skulle åka till Mexiko.

## Tränarkarriär
År 2000 tog Renato Gaúcho över Madureira som tränare, en roll han även fick i Fluminense och Vasco da Gama, innan han återvände till Fluminense. Där vann han sin första titel som tränare när Fluminense vann Copa do Brasil 2007. Fluminense var även i final i Copa Libertadores där dock skrällen LDU Quito kunde vinna efter straffsparksläggning.
I augusti 2010 presenterades Gaúcho som ny tränare i Grêmio där han såg sitt lag förlora i finalen av Campeonato Gaúcho 2011, mot rivalerna Internacional.

## Meriter

### Som spelare
Grêmio
- Copa Libertadores: 1983
- Interkontinentala cupen: 1983
- Campeonato Gaúcho: 1985, 1986

Flamengo
- Copa do Brasil: 1990

Cruzeiro
- Supercopa Libertadores: 1992

Fluminense
- Campeonato Carioca: 1995

Brasilien
- Copa América: 1989

### Som tränare
Fluminense
- Copa do Brasil: 2007